# Pouldergat
Pouldergat is een gemeente in het Franse departement Finistère (regio Bretagne). De plaats maakt deel uit van het arrondissement Quimper. Pouldergat telde op 1 januari 2022 1.213 inwoners.

## Geografie
De oppervlakte van Pouldergat bedroeg op 1 januari 2022 24,39 vierkante kilometer; de bevolkingsdichtheid was toen 49,7 inwoners per km².

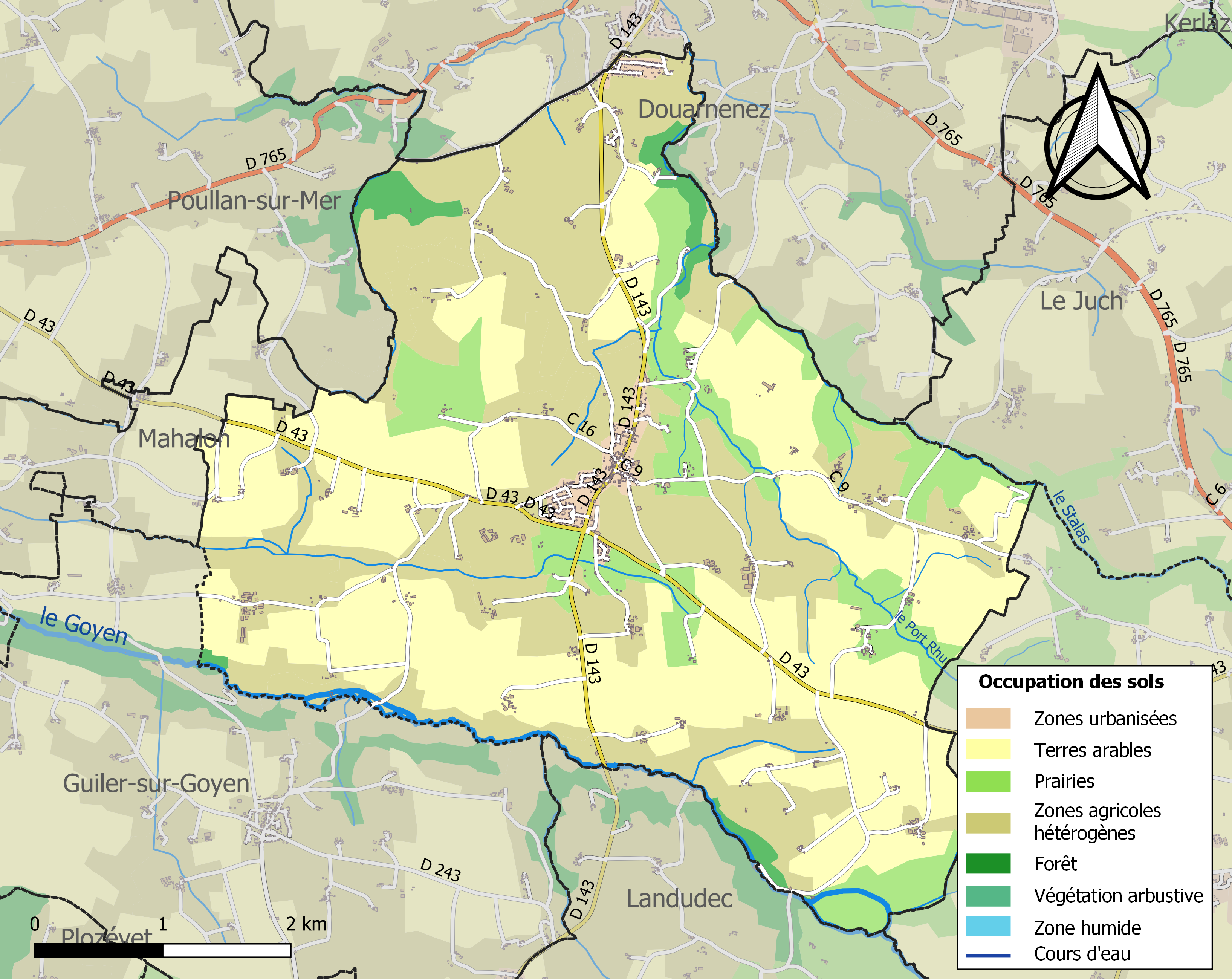
Kaart van de gemeente met belangrijkste infrastructuur, bodemgebruik en omliggende gemeenten

## Demografie
Onderstaande figuur toont het verloop van het inwonertal (bron: INSEE-tellingen).